# North Turramurra, New South Wales
North Turramurra este o suburbie în Sydney, Australia.